# Together
Together – popularna piosenka napisana w 1928 roku przez Raya Hendersona, Buddy’ego G. DeSylva i Lewa Browna.
Najpopularniejsza wersja utworu, nagrana w 1928 roku przez Orkiestrę Paula Whitemana uplasowała się na miejscu #1 amerykańskiej listy przebojów. Piosenka w wykonaniu Dicka Haymesa i Helen Forrest przez dziesięć tygodni utrzymywała się na liście Billboard Hot 100, docierając do pozycji #3.
„Together” wykorzystana została w filmie Since You Went Away z 1944 roku.

## Inne wersje
- Louis Armstrong
- Mildred Bailey
- Count Basie
- Sathima Bea Benjamin
- Beverley Sisters
- Teresa Brewer
- Dave Brubeck
- Ray Charles
- Rosemary Clooney
- Dorothy Collins
- Bing Crosby
- Cass Daley
- Eddie „Lockjaw” Davis
- Jimmy Dorsey
- Billy Eckstine
- Cliff „Ukelele Ike” Edwards
- Les Elgart
- Connie Francis
- Marvin Gaye
- Benny Goodman
- Ken Griffin
- Dick Haymes i Helen Forrest
- Eddy Howard
- Keith Ingham
- Arnold Johnson i jego orkiestra
- Stan Kenton
- Wayne King
- Andy Kirk
- Gordon MacRae
- Mantovani
- Anne Murray
- Red Nichols
- Brian Ogilvie
- Billy Preston
- P.J. Proby
- The Ravens
- Edmundo Ros
- Artie Shaw
- Dinah Shore
- Frank Sinatra
- Soulful Strings
- Rex Stewart
- Frank Weir
- Mary Wells
- Paul Weston i jego orkiestra
- Joe Williams